# Mattawa, Washington
Mattawa är en ort i Grant County i delstaten Washington, USA.